# كلاوديو نونيز
كلاوديو نونيز (بالإسبانية: Claudio Núñez)‏ (16 أكتوبر 1975 في تشيلي - ) هو لاعب كرة قدم تشيلي في مركز الهجوم. شارك مع منتخب تشيلي لكرة القدم. أما مع النوادي، فقد لعب مع إيفرتون دي فينا ديل مار وتايجرز أونال وسانتياغو واندررز ونادي أونيفرسيداد كاتوليكا ونادي الشعلة ونادي بويبلا ويونيون إسبانيولا وTigres UANL Premier ‏.

## وصلات خارجية
- كلاوديو نونيز على موقع الاتحاد الدولي (مؤرشف)  (الإنجليزية)
- كلاوديو نونيز على موقع قاعدة بيانات كرة القدم.إي يو (الإنجليزية)
- كلاوديو نونيز على موقع ناشيونال فوتبول تيمز (الإنجليزية)
- كلاوديو نونيز على موقع Soccerway.com (الإنجليزية)
- كلاوديو نونيز على موقع عالم كرة القدم.نت (الإنجليزية)